# Mirco Maestri
Mirco Maestri (né le 26 octobre 1991 à Guastalla) est un coureur cycliste italien, membre de l'équipe Polti Kometa.

## Biographie
Dans son enfance, Mirco Maestri est victime de surpoids. C'est sur les conseils de son médecin qu'il commence le cyclisme à l'âge de 8 ans (G4), afin de retrouver une corpulence normale. Il participe à sa première course à 9 ans avec la Team Barba et obtient sa première victoire à 11 ans (G6). Durant ses débuts, Maestri soutient tout particulièrement Damiano Cunego. 
Après plusieurs saisons à s'illustrer chez les amateurs italiens, il passe professionnel en 2016 au sein de l'équipe Bardiani CSF. Au mois de juillet, il prolonge le contrat qui le lie à son équipe.
En 2022, il décide de s'engager avec l'équipe Eolo-Kometa d'Ivan Basso et Alberto Contador. En novembre de la même année il prolonge une première fois son contrat jusqu'à 2024. Il le prolonge jusqu'en 2025 au mois de septembre 2023.

## Palmarès et classements mondiaux

### Palmarès amateur
- 2008
  - 3e de la Coppa Valsenio
- 2009
  - 2e du championnat d'Italie de poursuite par équipes juniors
  - 3e de la Coppa Valsenio
- 2012
  - 2e du Giro delle Due Province
  - 3e de la Coppa Romano Ballerini
- 2013
  - 2e du Tour d'Émilie amateurs
  - 2e du Gran Premio Calvatone
  - 2e du Gran Premio Somma
  - 2e de la Coppa d'Inverno
  - 3e du Mémorial Benfenati
  - 3e du Mémorial Vincenzo Mantovani
  - 3e du Gran Premio d'Autunno
- 2014
  - Freccia dei Vini
  - Coppa Messapica
  - 2e de la Coppa Fiera di Mercatale
  - 2e du Grand Prix Colli Rovescalesi
  - 2e du Mémorial Guido Zamperioli
  - 2e du Gran Premio Chianti Colline d'Elsa
  - 2e de la Coppa Città di Verucchio
  - 2e de la Targa Crocifisso
  - 2e de la Coppa Città di Bozzolo
  - 2e du Trofeo San Serafino
  - 3e du Mémorial Vincenzo Mantovani
  - 3e du Gran Premio Madonna del Carmine
  - 3e du Trofeo Martiri Dell'Oreno
  - 3e du Grand Prix de la ville de Bosco Chiesanuova
- 2015
  - Trofeo Alta Valle del Tevere
  - Grand Prix Santa Rita
  - 2e du Trophée de la ville de Brescia
  - 2e du Mémorial Vincenzo Mantovani
  - 2e du Trofeo Tosco-Umbro
  - 3e du Circuito Valle del Resco

### Palmarès professionnel
- 2018
  - Tour international de Rhodes :
    - Classement général
    - 1re étape

  - 2e étape du Tour de Chine I
- 2021
  - Grand Prix Slovenian Istria
  - GP Slovenia
- 2023
  - 3e du Giro della Città Metropolitana di Reggio Calabria
  - 3e du Tour du Poitou-Charentes en Nouvelle-Aquitaine
- 2024
  -  Champion d'Europe du relais mixte contre-la-montre

### Résultats sur les grands tours

#### Tour d'Italie
8 participations
- 2016 : 119e
- 2017 : 143e
- 2018 : abandon (19e étape)
- 2019 : 103e
- 2022 : 96e
- 2023 : 78e
- 2024 : 60e
- 2025 : 93e

### Classements mondiaux
| Année                                 | 2013 | 2014 | 2015 | 2016  | 2017  | 2018 | 2019 | 2020 | 2021 | 2022  | 2023 | 2024 |
| ------------------------------------- | ---- | ---- | ---- | ----- | ----- | ---- | ---- | ---- | ---- | ----- | ---- | ---- |
| Classement mondial                    |      |      |      | 1078e | 1852e | 748e | 939e | nc   | 630e | 1924e | 332e | 458e |
| UCI Europe Tour                       | 939e | 824e | 876e | 1459e | 1402e | 515e | 677e | nc   | 505e | 1238e | nc   | nc   |
| UCI Asia Tour                         | nc   | nc   | nc   | nc    | nc    | 523e |      |      |      |       |      |      |
|                                       |      |      |      |       |       |      |      |      |      |       |      |      |
| Légende : nc = non classéSource : UCI |      |      |      |       |       |      |      |      |      |       |      |      |